# Shot to Hell
Shot to Hell è il settimo album in studio del gruppo musicale heavy metal statunitense Black Label Society, pubblicato nel 2006 dalla Roadrunner Records.

## Il disco
Composto da varie power ballads abbinate a pezzi grintosi, l'album è dedicato alla memoria di Dimebag Darrell, chitarrista dei Pantera e dei Damageplan ucciso da un fan durante un concerto nel 2004 e grande amico del leader del gruppo Zakk Wylde.
Questo lavoro, il primo dei BLS prodotto dalla Roadrunner, si caratterizza per una massiccia presenza di tastiere e pianoforte, rendendolo quasi un unicum nella discografia del gruppo.

## Tracce
1. Concrete Jungle
2. Black Mass Reverends
3. Blacked Out World
4. The Last Goodbye
5. Give Yourself to Me
6. Nothing's the Same
7. Hell Is High
8. New Religion
9. Sick of it All
10. Faith Is Blind
11. Blood Is Thicker than Water
12. Devil's Dime
13. Lead Me to Your Door

## Formazione
- Zakk Wylde – voce, chitarra, basso, pianoforte
- Nick Catanese – chitarra
- John DeServio – basso
- Craig Nunenmacher – batteria